# Serie D
Serie D grundades 1952 och är den fjärde högsta divisionen i italienska ligan. Det är även den högsta amatördivisionen i Lega Nazionale Dilettanti.

## Struktur
Sedan tidigt 90-tal har Serie D bestått av 162 klubbar uppdelade i nio regionala divisioner (it. gironi), vanligtvis med 18 klubbar i varje girone. Säsongen 2007/2008 är uppdelningen enligt följande:
- Girone A - lag från Piemonte & Liguria
- Girone B - lag från Piemonte, Lombardiet & Trentino-Alto Adige
- Girone C - lag från Veneto & Friuli-Venezia Giulia
- Girone D - lag från Lombardiet, Emilia-Romagna & Marche
- Girone E - lag från Liguria, Toscana & Umbria
- Girone F - lag från Marche, Umbria, Abruzzo & Molise
- Girone G - lag från Lazio & Sardinien
- Girone H - lag från Campania, Apulien & Basilicata
- Girone I - lag från Campania, Kalabrien & Sicilien

## Upp- och nedflyttning
Endast det högst placerade laget i varje girone flyttas upp till Serie C2 till nästa säsong och ersätter ett av de nio lag i Serie C2 som flyttas ner till Serie D. Det händer ofta att klubbar i Serie C2 inte klarar av vissa ekonomiska krav för att få vara kvar i serien – då går deras plats till den högst placerade klubben i Serie D som faktiskt klarar av kraven.
Fyra klubbar från varje girone flyttas varje år ner till Eccellenza. De två lägst placerade klubbarna flyttas ner direkt medan klubbarna på platserna 13–16 får spela avspelsmatcher, där laget på plats 13 möter laget på plats 16 och laget på plats 14 möter laget på plats 15. Avspelsmatcherna är uppdelade i en hemma- och en bortamatch och om det sammanlagda resultatet från de två mötena fortfarande inte skiljer klubbarna åt relegeras det lägre placerade laget. Sammanlagt 36 klubbar flyttas ner till Eccellenza varje år.
Om klubbarna på plats 12 och 13 eller 16 och 17 har lika många poäng i slutet av säsongen spelas en enda avspelsmatch på neutral plan mellan de berörda lagen innan ovan nämnda avspelsmatcher spelas.

## Scudetto Dilettanti
Efter slutet av varje säsong får vinnarna av varje girone delta i ett litet mästerskap som kallas för Scudetto Dilettanti (amatörmästartiteln). I första rundan av mästerskapet delas de nio vinnarna upp i grupper om tre där varje lag möter de andra två lagen en gång. De tre gruppvinnarna samt det bästa laget på andra plats går vidare till semifinal. Vinnarna i semifinalerna går till final och vinnaren i finalen vinner titeln.
Den första turneringen spelades efter säsongen 1952/1953 då Serie D fortfarande kallades för IV Serie (fjärde divisionen). Fr.o.m. 1958/1959 t.o.m. 1991/1992 spelades inte turneringen över huvud taget.

### Vinnare genom tiderna
| - 1952/53 – Catanzaro - 1953/54 – Bari - 1954/55 – BPD Colleferro - 1955/56 – Siena - 1956/57 – SAROM Ravenna - 1957/58 – Cosenza, OZO Mantova & Spezia - 1992/93 – Eurobuilding Crevalcore - 1993/94 – Pro Vercelli - 1994/95 – Taranto - 1995/96 – Castel San Pietro - 1996/97 – Biellese | - 1997/98 – Giugliano - 1998/99 – Lanciano - 1999/00 – Sangiovannese - 2000/01 – Palmese - 2001/02 – Olbia - 2002/03 – Cavese - 2003/04 – Massese - 2004/05 – Bassano Virtus - 2005/06 – Paganese - 2006/07 – Tempio |